# هارلي فلانغن
هارلي فلانغن (بالإنجليزية: Harley Flanagan)‏ هو موسيقي وشاعر أمريكي، ولد في 1968 في نيويورك في الولايات المتحدة.

## وصلات خارجية
- هارلي فلانغن على موقع IMDb (الإنجليزية)
- هارلي فلانغن على موقع ميوزك برينز (الإنجليزية)
- هارلي فلانغن على موقع أول ميوزيك (الإنجليزية)
- هارلي فلانغن على موقع ديسكوغز (الإنجليزية)
- هارلي فلانغن على موقع قاعدة بيانات الفيلم (الإنجليزية)